# Cúchulainn

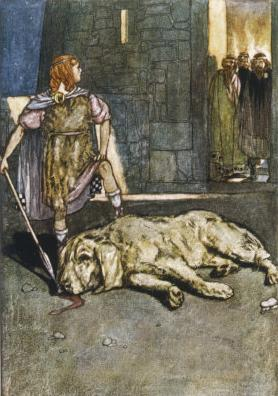
Cúchulainn zabil psa kováře Culanna

Cúchulainn (výslovnost [kuːˈxʊlɪnʲ], česky též Kukulín) byl irský mytologický hrdina z Ulsterského cyklu.
Cúchulainnova matka byla Dechtire, totožnost jeho otce však byla záhadou (podle jedné verze byl jeho otcem bůh Lugh). Chlapec dostal jméno Sétanta, ale již v raném věku se proslavil jako Cúchulainn (Culannův pes), když zabil zlého psa kováře Culanna a za trest musel po celý rok hlídat místo psa kovářův pozemek. Zároveň byl chlapec zavázán přísahou (geise), že nikdy nesmí okusit psího masa. Jako malý chlapec si (stejně jako Achilles z řecké Íliady) vybral krátký život válečníka a nesmrtelnou slávu. Ve službách krále Conchobara bojoval za svou vlast Ulster. Jeho manželka se jmenovala Emer.
Když se Cúchulainn rozzuřil, propadal děsivé bojové zuřivosti. Jeho válečný vůz táhli dva koně, Vraník Sainglain a Šedák z Machy. Skotská válečnice Scáthach, u níž se učil bojovým dovednostem, mu darovala kouzelný oštěp gae bolga z dračí kosti, který se vrhal nohou a jeho hrot se po zabodnutí do těla rozložil do třiceti hrotů, takže jej bylo potřeba z mrtvoly vyříznout.
Cúchulainn vystupuje nejvýrazněji v cyklu Tažení za býkem z Cuailnge. Ulster napadla královna Madb a všichni ulsterští muži kromě Cúchulainna byli postiženi kletbou bohyně Machy (po devět dní měli trpět stejnými bolestmi jako rodící žena). Cúchulainn sám zahnal celou armádu. Když Madb viděla, že Cúchulainna nemůže porazit, přesvědčila jeho přítele Ferdiu, aby ho vyzval na souboj. Po několika dnech urputného boje zabil Cúchulainn svého soka oštěpem gae bolga.
Madb se však rozhodla pomstít a spojila se s jiným Cúchulainnovými nepřáteli, především s dětmi černého mága Calitina, kterého Cúchulainn zabil. V čele vojska vnikli na území Ulsteru a začali jej plenit. Ulsterský druid Cathbad se před nimi pokusil Cúchulainna schovat, ale Calitinovy děti vyčarovaly iluzi bitvy a snažily se Cúchulainna donutit se do ní zapojit. Nakonec se jedna čarodějka přestrojila za Cúchulainnovu milenku Niamh a přesvědčila ho, aby zaútočil na vojska královny Madb. Cestou do bitvy Cúchulainn spatřil u brodu pradlenu, peroucí krvavé prádlo, což bylo zlé znamení. Setkal se také se třemi stařenami, které ho pohostily masem ze psa, čímž porušil svou geise. Když došlo k bitvě, vypadalo to, že Cúchulainn zvítězí. Calitinovy děti jej však lstí připravily o tři kopí, o nichž bylo známo, že mají usmrtit tři krále. Kopí vzal největší Cúchulainnův nepřítel Lugaid a začal je po něm házet. Probodl Cúchulainnova koně Šedáka z Machy (krále koní), jeho vozataje Laega (krále vozatajů) a nakonec i Cúchulainna samého (krále hrdinů). Cúchulainn se poté připoutal opaskem ke kameni, aby zemřel vestoje a čelem k nepříteli. Vojáky od něj odháněl smrtelně zraněný Šedák z Machy. Po třech dnech Cúchulainn zemřel spolu se svým koněm. Mrtvoly se první dotkl Lugaid a Cúchulainnův meč mu usekl ruku v zápěstí.